# Tab (Hungria)
Tab é uma cidade da Hungria, situada no condado de Somogy. Tem 25,86 km² de área e sua população em 2019 foi estimada em 4.286 habitantes.